# George A. Keyworth II

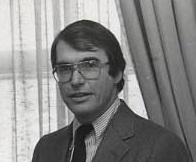
George A. Keyworth, II (1981)

George Albert „Jay“ Keyworth II (30. November 1939 in Boston; † 23. August 2017 in Monterey, Kalifornien) war ein amerikanischer Physiker, der von 1981 bis Januar 1986 als Wissenschaftsberater des Weißen Hauses tätig war. Er war Vorstandsmitglied von Hewlett-Packard und trat im Zuge einer Kontroverse um die Weitergabe sensibler Informationen an die Medien zurück.

## Karriere
Keyworth war ein Sohn des Möbelfabrikanten Robert Allen Keyworth und dessen Frau Leontine Briggs Keyworth. Er studierte an der Yale University und wurde im Jahr 1968 an der Duke University in Physik promoviert. Nach Abschluss seines Studiums nahm er eine Stelle am Los Alamos National Laboratory an, wo er über Fragen der Kernspaltung und Kernresonanzen arbeitete und zum Leiter der Physikabteilung aufstieg. 1981 wurde er auf Empfehlung von Edward Teller zum Leiter des Office of Science and Technology Policy und damit zum obersten Wissenschaftsberater des Präsidenten Ronald Reagan ernannt.
Von 1981 bis Anfang 1986 war er wissenschaftlicher Berater des Präsidenten und Direktor des Büros für Wissenschafts- und Technologiepolitik des Weißen Hauses. In dieser Eigenschaft war er maßgeblich an der Strategic Defense Initiative beteiligt.
Nach Ende seiner Tätigkeit für das Weiße Haus wurde er 1986 Vorstandsmitglied bei Hewlett-Packard und General Atomics.
Von 1990 bis 1994 war Keyworth auch Mitglied des Verwaltungsrats der Eon Corporation (früher bekannt als TV Answer). Er arbeitete als Verbindungsmann zwischen TV Answer und Hewlett-Packard, was schließlich zu einer Produktions- und Marketingpartnerschaft zwischen den beiden Unternehmen führte, die die Entwicklung des ersten nationalen interaktiven Fernsehsystems beschleunigen sollte. Keyworth förderte die Vereinbarung zwischen HP und TV Answer über die Herstellung und Vermarktung von interaktiven Fernsehgeräten für den Heimgebrauch, die das Zwei-Wege-System von TV Answer im Haus aktivieren und steuern.
Von 1995 an war Keyworth langjähriger Vorsitzender und Senior Fellow der Progress & Freedom Foundation.

### Rücktritt als Vorstand von Hewlett-Packard
Nachdem Anfang 2005 undichte Stellen über die Auseinandersetzungen der damaligen Vorstandsvorsitzenden Carly Fiorina mit dem Vorstand aufgetaucht waren, beauftragte Fiorina eine Anwaltskanzlei damit, die Quelle zu finden. Im Februar 2005 verließ Fiorina das Unternehmen und Patricia C. Dunn, nicht geschäftsführende Vorsitzende, setzte die Ermittlungen fort. Im Rahmen eines größeren Skandals benutzte ein Subunternehmer einen Vorwand, um Keyworth als Quelle einer angeblichen weiteren undichten Stelle bei CNET zu entlarven, und er wurde bei einer Vorstandssitzung am 18. Mai 2006 geoutet. Auf der Sitzung forderte Dunn Keyworth zum Rücktritt auf, was dieser mit der Begründung ablehnte, dass er nicht die Quelle einer unbefugten oder unangemessenen Kommunikation mit Reportern sei, und ein weiteres Vorstandsmitglied (Tom Perkins) trat aufgrund der Art und Weise, wie Keyworth behandelt wurde, zurück.
HP enthüllte die Geschichte am 6. September 2006 und erklärte, dass sie Keyworths Wiederwahl in den Vorstand nicht anstrebten. Zeitgleich mit der Beförderung von Mark Hurd zum Vorsitzenden trat Keyworth am 12. September zurück. Im Zusammenhang mit Keyworths Rücktritt gab HP die folgende Erklärung zu dem angeblichen CNET-Leck ab: „Auf Wunsch von HP hatte Dr. Keyworth oft Kontakt mit der Presse, um die Interessen von HP zu erläutern. Der Vorstand ist nicht der Ansicht, dass der Kontakt von Dr. Keyworth mit CNET im Januar 2006 durch angemessene Kanäle geprüft wurde, erkennt aber auch an, dass seine Diskussion mit dem CNET-Reporter in dem Versuch stattfand, die Interessen von HP zu fördern. Die Vorstandsvorsitzende von HP, Patricia Dunn, drückte ihr Bedauern über den Eingriff in seine Privatsphäre aus.“
Keyworth war seit 1986 Vorstandsmitglied von HP und war bei seinem Rücktritt das Vorstandsmitglied mit der längsten Amtszeit in der Geschichte des Unternehmens.

## Familie und Tod
Keyworth war mit Marion (geb. Schwartz) verheiratet. Das Paar hatte einen Sohn und eine Tochter.
Keyworth starb am 23. August 2017 im Alter von 77 Jahren in seinem Haus in Monterey, Kalifornien, an Prostatakrebs.